# Andreas Golombek
Andreas Golombek (* 9. August 1968 in Amshausen) ist ein deutscher Fußballtrainer und ehemaliger Fußballspieler.

## Karriere

### Als Spieler
Golombek begann mit dem Fußballspielen beim TSV Amshausen aus Steinhagen, von dem er 1986 zu Arminia Bielefeld wechselte. Für die Arminia bestritt er in zwei Spielzeiten 52 Zweitligaspiele und blieb auch nach dem Abstieg 1988 dort. 1990 ging er zum SC Freiburg, für den er 29-mal in der zweiten Liga auflief. Die beiden folgenden Jahre verbrachte er beim VfL Osnabrück (62 Spiele). 1993 nahm Golombek mit der Bundeswehr-Nationalmannschaft an der Militär-Weltmeisterschaft in Marokko teil und belegte den dritten Rang. Danach wechselte er für eine Saison zum SC Verl in die Regionalliga. Von 1994 bis 1996 spielte er bei der SG Wattenscheid 09 (61 Einsätze). In der Hinrunde der Saison 1996/97 machte er mit Fortuna Düsseldorf seine einzigen drei Bundesligaspiele, in der Rückrunde bestritt er für den KFC Uerdingen 05 seine letzte Zweitligasaison (14 Einsätze). Nach einem kurzen Gastspiel in Österreich beim Grazer AK spielte er ab 1999 für den 1. FC Magdeburg, mit dem er im DFB-Pokal 2000/01 für Aufsehen sorgte, als die Amateurelf nacheinander gegen den 1. FC Köln, den FC Bayern München und den Karlsruher SC gewann und erst im Viertelfinale gegen den späteren Sieger FC Schalke 04 mit 0:1 ausschied. 2002 folgte sein Wechsel zu Borussia Neunkirchen in die Regionalliga, bevor er 2004/05 seine Karriere beim Oberligisten/Niedersachsenligisten VfV 06 Hildesheim ausklingen ließ. Insgesamt kommt Golombek auf drei Bundesligaspiele, 218 Zweitligaspiele (23 Tore), und 45 Regionalligaspiele (5 Tore), sowie 22 Niedersachsenligaspiele (2 Tore).

### Als Trainer
Mit einer A-Trainerlizenz war Golombek von 2005 bis 2012 Trainer des VfV Borussia 06 Hildesheim in der Niedersachsenliga bzw. Oberliga Niedersachsen. Von Juni 2013 bis April 2017 war er Trainer des SC Verl in der Regionalliga West, für den er in seiner Spielerkarriere ein Jahr lang tätig war. Er absolvierte die Fußballlehrerausbildung an der Hennes-Weisweiler-Akademie in Hennef und erhielt am 20. März 2017 in Gravenbruch die UEFA Pro Lizenz. Einen Monat später wurde er als Trainer in Verl freigestellt. Ende Oktober 2017 übernahm er den Trainerposten beim Drittligisten Sportfreunde Lotte und blieb dort bis zum Saisonende.
Nach zweijähriger Vereinslosigkeit schloss sich Golombek im Sommer 2020 dem Regionalligisten BSV Rehden an, der ihn zur neuen Saison 2020/21 als Trainer verpflichtete. Dort wurde er am 15. Dezember 2021 entlassen. Am 1. Dezember 2022 verpflichtete ihn der Regionalligist Rot-Weiss Ahlen. Nach nur rund drei Monaten im Amt wurde er dort am 6. März 2023 nach einer 1:2-Niederlage beim Tabellenletzten SV Straelen entlassen.